# Anna Rypáčková
Anna Rypáčková (10. dubna 1895 Březnice – 1978) byla česká diplomovaná zdravotní sestra, ošetřovatelka prezidenta Tomáše Garriguea Masaryka, činná a oceňovaná i v poválečném Československu.

## Život

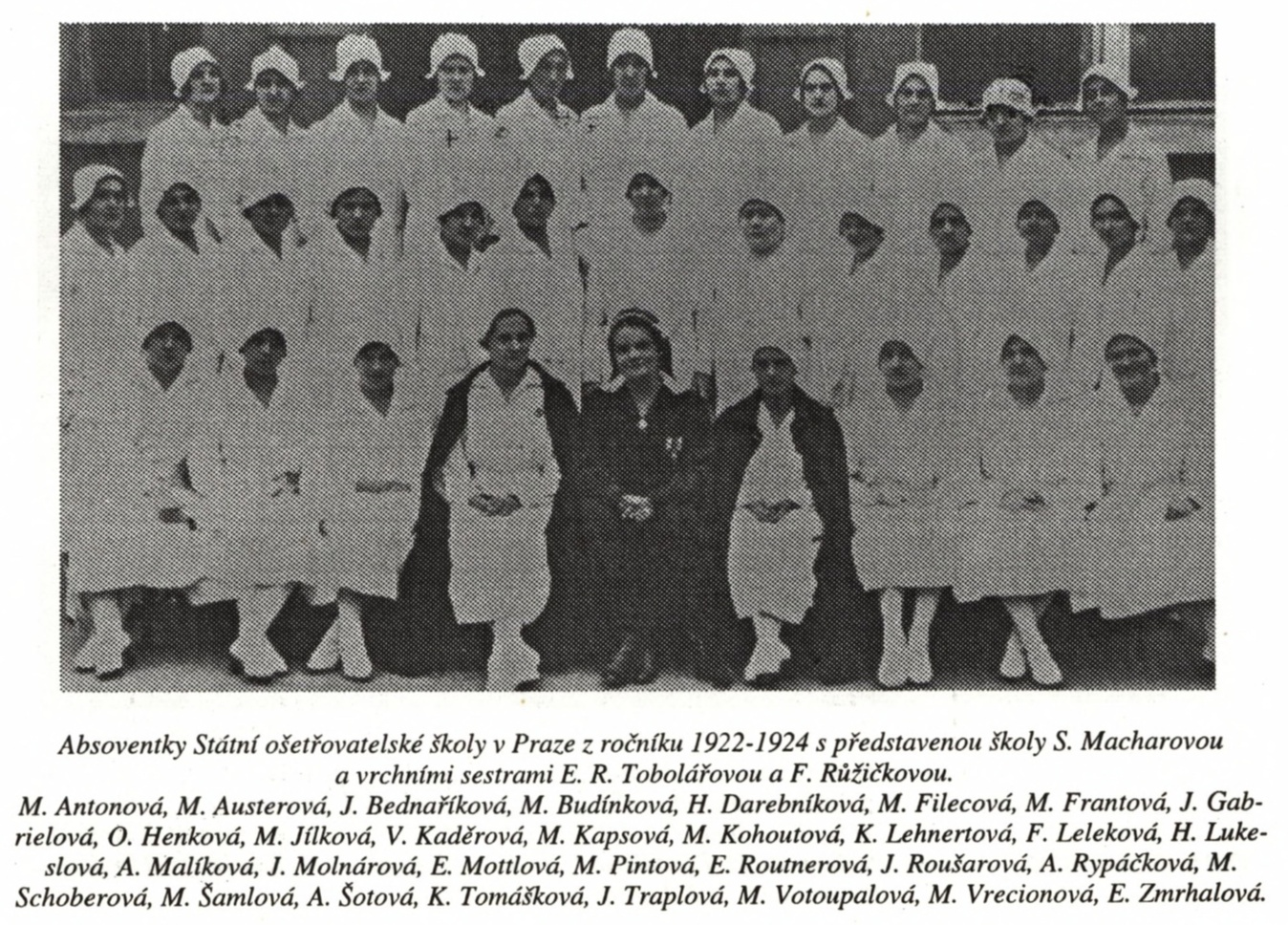
Anna Rypáčková mezi absolventkami ošetřovatelské školy, 1924

Narodila se v Březnici u Bechyně jako jedno ze šesti dětí v rodině nádeníka Jana Rypáčka a jeho manželky Anny, rozené Hruškové. Ve věku sedmi let jí zemřeli oba rodiče, přestěhovala se do Vídně, kde se o ni starala starší sestra. Po vzniku Československa v roce 1918 přesídlila do Prahy, kde se živila hlídáním dětí a v letech 1922–1924 absolvovala Státní ošetřovatelskou školu.
První zaměstnání získala v pražské Všeobecné nemocnici, na 1. interní klinice. Mezi méně vzdělanými kolegyněmi často narážela na nepochopení, když se snažila prosazovat zlepšování podmínek pro pacienty podle vzoru učení, které si přinesla z ošetřovatelské školy. Na 1. interní klinice pracovala u prof. Syllaby, osobního lékaře T. G. Masaryka, který ji po Vánocích roku 1925 vzal sebou na návštěvu k prezidentovi, kterého inteligentní Anna zaujala. Jak s zapsala do deníku, Masaryk byl skromný pacient, který si nechal vypravovat o poměrech v nemocnici a nedostatcích ve zdravotnictví. Začalo tak jejich přátelství a výměna korespondence. Masaryk se snažil Annu vzdělávat a motivovat k dalšímu studiu. Přesvědčil jí, aby studovala angličtinu a v roce 1927 ji zařídil roční studijní pobyt v Londýně.
Ve 30. letech 20. století vznikaly při klinikách odborné porady, jejichž zakládání na svém pracovišti se Anna Rypáčková aktivně zúčastnila. Stala se první nemocniční sociálně zdravotní sestrou v Československu. Stala se též poslední předválečnou předsedkyní Spolku diplomovaných sester. S prezidentem Masarykem se setkala ještě v roce 1934. V době jeho smrti v roce 1937 však zřejmě byla v zahraničí.
Za nacistické okupace se pokoušela pomáhat Židům deportovaným do Terezína předáváním balíčků a rodinám vězňů koncentračních táborů předáváním finanční pomoci. Též ukrývala lidi na chatě Spolku diplomovaných sester. V roce 1942 byla na udání lékaře z kliniky zatčena Gestapem a odsouzena na dva a půl roku. Po vypršení trestu byla přemístěna do Malé pevnosti v Terezíně a poté do koncentračního tábora Ravensbrück. Po osvobození se vrátila do Prahy z podlomeným zdravím. V roce 1945 se vrátila do Všeobecné nemocnice, kde pracovala jako sestra představená. V tomto období řešila zejména problém nedostatku zdravotního personálu, který vznikl v důsledku odsunu zdravotníků německé národnosti. Organizovala odborné přednášky a angažovala se též v Revolučním odborovém hnutí (ROH). V roce 1947 odjela na roční stipendijní pobyt Rockefellerovy nadace do USA a Kanady. Po návratu z USA a po komunistickém únorovém převratu v roce 1948 se z politických důvodů ocitla bez zaměstnání. Využila svého kontaktu z koncentračního tábora a našla si nové zaměstnání, kdy nahradila ve zdravotnické škole v pražské Ječné ulici ředitelku, která ji vedla v době německé okupace. Později (po přesídlení školy do Belgické ulice) byla jmenována správkyní pro zdravotní předměty a ředitelkou internátu.
Po odchodu do důchodu v roce 1956 ještě pracovala v Ústavu hematologie a krevní transfuze a v Československém červeném kříži. Zemřela v roce 1978.

## Ocenění
- Medaile Florence Nightingalové (Ocenění Mezinárodního červeného kříže, 1947)[7]
- Zasloužilá školská pracovnice ve zdravotnictví (1956)

## Dílo
Kromě svého ošetřovatelského díla zaznamenala písemně své vzpomínky, které jsou pod titulem Moje vzpomínky na 40-letou práci ve zdravotnictví uloženy v Archivu Národního muzea. Tyto vzpomínky nebyly do roku 2024 publikovány, i když byly opakovaně zařazovány do edičních plánů.
V 50. letech 20. století též publikovala v odborném časopise Zdravotní sestra.